# Чапаевский сельский совет (Диканьский район)
Чапаевский сельский совет (укр. Чапаєвська сільська рада) — входит в состав
Диканьского района
Полтавской области
Украины.
Административный центр сельского совета находится в 
с. Дуброва.

## История
- 1977 — дата образования.

## Населённые пункты совета
- с. Чапаевка
- с. Дьячково
- с. Кокозовка
- с. Межгорье